# Synelasma
Synelasma – rodzaj chrząszczy z rodziny kózkowatych i podrodziny zgrzypikowych. 

## Zasięg występowania
Przedstawiciele tego rodzaju występują na Borneo oraz Sumatrze.

## Systematyka
Do Synelasma należą 4 gatunki:
- Synelasma anolius
- Synelasma baramensis
- Synelasma bufo
- Synelasma stellio